# M+Seg
M+Seg（エム・セグ）は、朝日放送（ABCテレビ）で2009年1月12日から2009年6月22日まで、約半年間放送された音楽番組。
放送時間は毎週月曜日未明（日曜日深夜）の1:10～1:40。

## 概要
毎回話題のアーティストをゲストに招き、世代の異なる3人のMCとのトークでその魅力に迫るというもの。
トークの合間には、様々なアーティストからのメッセージVTRも紹介される。

### ワンセグ独立編成
この番組の最大の特徴は、ワンセグ独立編成である。番組そのものは、ワンセグ・通常のデジタル放送（本稿では以下単に「デジタル」と称す）・アナログ放送の全てで放送されているが、ワンセグではトークの部分を中心に、ゲストやVTR出演のアーティストのプロモーションビデオに差し替えられている（デジタル・アナログでも一部放送）。その為デジタル・アナログでは、「ワンセグも同時に見る様に」という旨の告知が頻繁に行われている。なおワンセグではトークの途中から飛び乗る事があるが、不自然にならない様に配慮されている。
また連動データ放送はワンセグのみで行っているほか、プレゼントの応募はABCの携帯サイトからのみ受け付けるなど、携帯電話の利用を強く意識した番組構成となっている。
ちなみにABCでは、2008年の10月と12月に試験的にワンセグ独立編成の番組を放送したが、内容の一部差し替えながら、定時枠のワンセグ独立編成はこれが日本のテレビ局では初となる。

## 出演者

### MC
- ほしのあき
- 如月音流
- 小林さり

### ナレーター
- きしめん